# رئيس جامعة سوهاج
رئيس جامعة سوهاج هو المدير الرئيسي لجامعة سوهاج. ويتم تعيين كل منهم من قبل رئيس جمهورية مصر العربية.

## التاريخ
في 11 يونيو 2008، أصدر رئيس الجمهورية قراراً بتعيين الدكتور محمد سيد إبراهيم رئيساً لجامعة سوهاج.
في 06 أكتوبر 2011، تقدم الدكتور محمد سيد إبراهيم، رئيس جامعة سوهاج، تقدم باستقالته، إثر مظاهرات أعضاء هيئة التدريس، للمطالبة برحيل رئيس الجامعة وعمداء الكليات، وتم قبولها.
في مارس 2012، تم اختيار الدكتور نبيل نور الدين عبد اللاه رئيس للجامعة لمدة 4 أعوام وفقاً لاستطلاع للرأي، تم الاتفاق عليه بين أعضاء هيئة تدريس جامعة سوهاج، وبحضور أعضاء مجلسي الشعب والشورى في ذلك الوقت مع وزير التعليم العالي الأسبق، وشارك في هذا الاستطلاع أكثر من 1250 عضو هيئة تدريس ومعاونيهم.
في 15 أكتوبر 2017، أصدر رئيس الجمهورية، قرارًا جمهوريًا رقم 518 لسنة 2017، بتعيين الأستاذ الدكتور أحمد عزيز عبد المنعم شرف، رئيساً لجامعة سوهاج حتى تاريخ بلوغ الدكتور عزيز السن القانونية المقررة لإنهاء الخدمة في 4 يناير 2021.
في 4 أغسطس 2021، كرمت جامعة سوهاج الدكتور أحمد عزيز عبد المنعم رئيس الجامعة السابق، لانتهاء فترة رئاسته وبلوغه سن التقاعد.
في 25 أكتوبر 2021، اصدر رئيس الجمهورية قرار رقم 473 بتعيين الدكتور مصطفى عبد الخالق عبد اللاه عطية رئيسا لجامعة سوهاج حتى تاريخ بلوغه السن القانونية المقررة لانتهاء الخدمة وعلى وزير التعليم العالى والبحث العلمى تنفيذ القرار وتعيين الأستاذ الدكتور عبد الناصر ياسين محمد نائبا لرئيس جامعة سوهاج لشئون التعليم والطلاب لمدة أربع سنوات.
في 22 أغسطس 2023، أصدر رئيس الجمهورية، قرارًا بتعيين الدكتور حسان حمدي عبدالرحمن النعمانى رئيسًا لجامعة سوهاج لمدة أربع سنوات.

## الرؤساء
| رقم | صورة | الرئيس                       | مدة المنصب | الكلية الأم | ملاحظات       |
| --- | ---- | ---------------------------- | ---------- | ----------- | ------------- |
| 1   |      | مصطفى محمد كمال              | 2007–2008  | كلية العلوم |               |
| 2   |      | محمد سيد إبراهيم             | 2008–2011  | كلية العلوم | [ 11 ] [ 12 ] |
| 3   |      | نبيل نور الدين عبد اللاه     | 2011–2016  | كلية العلوم |               |
| 4   |      | أحمد عزيز عبد المنعم         | 2017–2021  | كلية العلوم | [ 13 ] [ 5 ]  |
| 5   |      | مصطفي عبد الخالق عبد اللاه   | 2021–2023  | كلية الطب   |               |
| 6   |      | حسان حمدي عبدالرحمن النعمانى | 2023       | كلية الطب   |               |

## أنظر أيضاً
- جامعة سوهاج